# Враждебный пришелец
«Враждебный пришелец» — фантастический кинофильм 1990 года режиссёра Фреда Олена Рэя.

## Сюжет
Приговорённый к смерти инопланетный преступник по фамилии Коул совершает побег из космической станции−тюрьмы и оказывается в североамериканской лесной местности. Командир станции организует операцию преследования, для чего посылает на землю девушку-робота.

## В ролях
- Росс Хэйген — Коул
- Ян-Майкл Винсент — командующий
- Джон Филлип Лоу — Уорд Амстронг
- Диана Ортелли — Орри
- Дон Уайлдсмит — Кэролайн
- Тиган Клайв — пришелец
- П. Джей Соулз — Тейра
- Лео Гордон — полковник Кобёрн